# Jeberos
Jeberos (fondata come Limpia Concepción de Jéberos nel 1638) è una località peruviana, capitale del distretto omonimo ubicata nella provincia di Alto Amazonas nella regione di Loreto.
Si trova a un'altitudine di 149 metri s.l.m. Nel 2017 aveva una popolazione di 2 320 abitanti.
Nel 1725 vi morì il missionario gesuita Samuel Fritz che per prima realizzò una mappa completa del bacino del Rio delle Amazzoni nel 1707.